# グレッグ・ミナー
グレッグ・ミナー（Greg Minnaar、1981年11月13日 - ）は、南アフリカ出身のマウンテンバイク世界チャンピオン。
これまでに4度の世界チャンピオンに輝き、これは現役レーサーとしては2番目に多く、ニコラス・ブイヨスの7度のタイトルに次ぐ歴代3位である。
現在はUCIダウンヒルMTBワールドカップに参戦している。ミナーは男子ワールドカップ最多の23勝を挙げている。
2023年シーズン終了までサンタクルス・シンジケートチームに所属。

## 経歴
グレッグがワールドクラスのダウンヒルレーサーとして注目され始めたのは、1999年、17歳のときだった。地元のショップチームで、マルゾッキのモンスターT.フォークを装着したコナのスタブ・ディーラックスバイクに乗り、ワールドカップ（母国南アフリカのステレンボッシュを含む）に出場。
2000年、彼はイギリスの国際チーム、アニマル・オレンジにジュニアとしてピックアップされ、オレンジのフレーム（ダウンヒルは222、デュアルスラロームはMs.アイル）とロックショックスのサスペンションを使用した。その年、グレッグはワールドカップ・ポイントシリーズで初めて表彰台に立った。
その後2年間、グレッグはグローバル・レーシング・チームに所属し、前年と同じようなバイクに乗り、このチームで19歳にしてワールドカップ・ポイントシリーズのエリート・ダウンヒルで総合優勝を果たした。
2003年、グレッグはHaro Lee Dungareesチームに移籍し、ダウンヒルにはインテンスが設計・製造したDHRフレームを、フォー・クロスにはマニトウのサスペンションを装備したショートトラベルのWerxトレイルバイクフレームを使用した。グレッグが21歳でダウンヒルの世界チャンピオンになったのは、このチームでのことだった。
2004年、グレッグはホンダ製のワンオフ・インターナルギヤードフレームとショーワ製サスペンションを使用するチームGクロス・ホンダからオファーを受けた。2005年には自身2度目のワールドカップポイントシリーズ総合優勝を果たした。2007年シーズンは、世界選手権ファイナルランの序盤で肩を脱臼骨折するという苦い結果に終わった。さらにグレッグは、ホンダの撤退に伴って再びチーム移籍を余儀なくされ、2008年シーズンはスティーブ・ピート、ネイサン・レニー、ジョシュ・ブライセランドらとともにサンタクルズシンジケートを選んだ。
ミナーは2011年、UCIアスリート委員会の初代委員に任命された。

## 選手権

### UCIダウンヒル世界チャンピオン
ミナールはUCIダウンヒル世界選手権で2003年、2012年、2013年、2021年と4度優勝している。2位は4回（2004年、2006年、2009年、2015年）、銅メダルは3回（2001年、2005年、2010年）。

### ダウンヒル・ワールドカップ
ミナーはマウンテンバイク・ワールドカップのポイントシリーズで優勝し、ダウンヒル・ワールドカップのチャンピオンに3度輝いた（2001年、2005年、2008年）。また、2003年にはシーズン終了イベントで優勝し、ダウンヒル世界チャンピオンに輝いた。また、2003年にはスコットランドのフォート・ウィリアムで開催されたワールドカップ・ポイントシリーズで1勝を挙げ、2005年の世界選手権では4位に入賞している。
2008年ワールドカップでは、シリーズ7大会のすべてで表彰台に立ち、フォート・ウィリアム、モン・サント・アン、キャンベラで優勝した。この結果、オーストリアのシュラドミングで開催されたファイナルでは5位入賞を果たし、総合首位に立った。
2009年のワールドカップ・シリーズでは、ミナールは南アフリカの ピーテルマリッツバーグ、スコットランドのフォート・ウィリアム、カナダのブロモントで優勝。また、フランスのラ・ブレスで6位、アンドラの ヴァルノルドで3位、スロベニアの マリボル、オーストリアのシュラドミングで優勝した。グレッグはモンサントアンでも22位に入り、総合2位となった。オーストラリアのキャンベラで開催された世界選手権では、チームメイトのスティーブ・ピートに0.05秒差で1位を奪われた。
2015年のワールドカップシリーズで、ミナールはスイスのレンツェルハイドで優勝し、キャリア18勝目を挙げ、ダウンヒルレース史上最多のワールドカップ優勝記録を樹立した。この勝利まで、ミナールは2015年シーズン序盤に勝利したサンタクルズシンジケートのチームメイト、スティーブ・ピートとワールドカップレース通算最多勝利記録を共有していた[1]。

### NORBA（USAサイクリング）
ミナールはNORBA（現USAサイクリング）のポイントシリーズで2度（2003年、2004年）チャンピオンに輝いている。

## 来歴
2001年
- マウンテンバイク世界選手権・ダウンヒル 3位
- マウンテンバイクワールドカップ・ダウンヒル 総合優勝

2003年
- マウンテンバイク世界選手権・ダウンヒル 優勝

2004年
- マウンテンバイク世界選手権・ダウンヒル 2位

2005年
- マウンテンバイク世界選手権・ダウンヒル 3位
- マウンテンバイクワールドカップ・ダウンヒル 総合優勝

2006年
- マウンテンバイク世界選手権・ダウンヒル 2位
- マウンテンバイクワールドカップ・ダウンヒル 総合3位

2008年
- マウンテンバイクワールドカップ・ダウンヒル 総合優勝

2009年
- マウンテンバイク世界選手権・ダウンヒル 2位
- マウンテンバイクワールドカップ・ダウンヒル 総合2位

2010年
- マウンテンバイク世界選手権・ダウンヒル 3位
- マウンテンバイクワールドカップ・ダウンヒル 総合2位

2011年
- マウンテンバイクワールドカップ・ダウンヒル 総合2位

2012年
- マウンテンバイク世界選手権・ダウンヒル 優勝

2013年
- マウンテンバイク世界選手権・ダウンヒル 優勝

2015年
- マウンテンバイク世界選手権・ダウンヒル 2位

2021年
- マウンテンバイク世界選手権・ダウンヒル 優勝